# Jacksonville Jaguars 2015
La stagione 2015 dei Jacksonville Jaguars è stata la 21ª della franchigia nella National Football League, la terza con Gus Bradley come capo-allenatore. La squadra veniva da un record di 3–13 nel 2014, che migliorò il 19 novembre con la sua quarta vittoria. Con la quinta e ultima, i Jaguars vinsero il loro maggior numero di gare dal 2011. L'annata si chiuse al terzo posto della propria division.

## Scelte nel Draft 2015
| Scelte dei Jaguars nel Draft 2015 |        |                 |       |                |
| Giro                              | Scelta | Giocatore       | Ruolo | College        |
| 1                                 | 3      | Dante Fowler    | DE    | Florida        |
| 2                                 | 36     | T.J. Yeldon     | RB    | Alabama        |
| 3                                 | 67     | A.J. Cann       | G     | South Carolina |
| 4                                 | 104    | James Sample    | S     | Louisville     |
| 5                                 | 139    | Rashad Greene   | WR    | Florida State  |
| 6                                 | 180    | Michael Bennett | DT    | Ohio State     |
| 7                                 | 220    | Neal Sterling   | WR    | Monmouth       |
| 7                                 | 229    | Ben Koyack      | TE    | Notre Dame     |

## Staff
| Staff dei Jacksonville Jaguars nel 2015 |
| --- |
| Organi dirigenziali - Chairman/CEO: Shahid Khan - Presidente: Mark Lamping - Vice presidente senior: Dan Edwards, Hussain Naqi e Scott Massey - General manager: David Caldwell Capo allenatore - Gus Bradley Altri allenatori - Assistente del capo allenatore: Tyler Wolf - Sviluppo della forza e della condizione: Tom Myslinski - Assistente della forza: Cedric Scott e Jess Langvardt - Qualità e controllo dell'attacco: Tony Sorrentino Allenatori dell'attacco - Coordinatore offensivo: Greg Olson - Quarterback: Frank Scelfo - Running Back: Terry Richardson - Wide Receiver: Jerry Sullivan - Tight End/Assistente dello Special Team: Ron Middleton - Offensive Line: Doug Marrone - Assistente Offensive Line: Luke Butkus Allenatori della difesa - Coordinatore difensivo: Bob Babich - Assistente della difesa: Brandon Blaney - Defensive Line: Todd Wash - Linebacker: Mark Duffner - Defensive Back: Dewayne Walker - Assistente Defensive Back: Mike Rutenberg Allenatori dello special team - Coordinatore dello Special Team: Mike Mallory - Assistente dello Special Team: Matthew Smiley |

## Roster
| Roster dei Jacksonville Jaguars nel 2015 |
| --- |
| Quarterback - 5 Blake Bortles - 7 Chad Henne Running Back - 21 Toby Gerhart - 33 Corey Grant - 30 Bernard Pierce - 16 Denard Robinson - 24 T.J. Yeldon Wide Receiver - 13 Rashad Greene - 88 Allen Hurns - 11 Marqise Lee - 15 Allen Robinson - 81 Bryan Walters Tight End - 86 Clay Harbor - 85 Nic Jacobs - 89 Marcedes Lewis - 80 Julius Thomas Offensive Linemen - 68 Zane Beadles G - 70 Luke Bowanko C - 60 A.J. Cann G - 76 Luke Joeckel T - 65 Brandon Linder G - 78 Jermey Parnell T - 69 Tyler Shatley G - 61 Stefen Wisniewski C - 74 Sam Young T Defensive Linemen - 93 Tyson Alualu DE - 96 Michael Bennett DT - 90 Andre Branch DE - 91 Chris Clemons DE - 59 Ryan Davis DE - 95 Abry Jones DT - 99 Sen'Derrick Marks DT - 97 Roy Miller DT - 75 Jared Odrick DE - 98 Chris Smith DE Linebacker - 57 Thurston Armbrister MLB - 53 John Lotulelei OLB - 51 Paul Posluszny MLB - 52 LaRoy Reynolds OLB - 55 Dan Skuta OLB - 50 Telvin Smith OLB Defensive Back - 38 Sergio Brown FS - 22 Aaron Colvin CB - 37 John Cyprien SS - 26 Josh Evans SS - 27 Dwayne Gratz CB - 31 Davon House CB - 41 Nick Marshall CB - 35 Demetrius McCray CB - 23 James Sample FS Special Team - 19 Bryan Anger P - 2 Jason Myers K - 46 Carson Tinker LS Lista delle riserve - 17 Arrelious Benn WR (IR) - 14 Justin Blackmon WR (Sospeso) - 83 Damian Copeland WR (IR) - 56 Dante Fowler DE (IR) - 92 Ziggy Hood DT (IR) - 72 Josh Wells OT (IR) Squadra di allenamento - 62 Richard Ash DT - 79 Toby Johnson DT - 48 Ben Koyack TE - 18 Rashad Lawrence WR - 20 Craig Loston S - 64 Chris Reed G - 87 Neal Sterling WR - 44 Todd Thomas LB - 25 Peyton Thompson CB - 12 Tony Washington WR Roster aggiornato al 10 settembre 2015 53 attivi, 6 inattivi, 9 nella squadra di allenamento, 0 free agent |
| Legenda - I rookie sono in corsivo. - Il primo ruolo è il principale mentre gli eventuali successivi indicano i ruoli secondari. - (IR) sta per Injured Reserve ed indica la lista ristretta per un solo giocatore infortunato che può tornare ad allenarsi dopo la settimana 6 e a rientrare in prima squadra dopo che questa ha giocato 8 partite. - (NF-Inj.) / (NF-Ill.) stanno rispettivamente per Non-Football Injured e Non-Football Illness ed indicano le liste dove viene inserito un giocatore che ha un infortunio o una malattia non dipendente dal football americano. - (PUP) sta per Physically Unable to Perform ed indica la lista dove viene inserito un giocatore mentre è in attesa di recuperare la condizione fisica. Nella stagione regolare dopo la sesta partita giocata dalla propria squadra, il giocatore ha tempo tre settimane per riprendere ad allenarsi, più tre settimane aggiuntive dal suo rientro agli allenamenti per rientrare in prima squadra. |

## Calendario
Il calendario della stagione è stato annunciato ad aprile 2015.
| Stagione regolare |                    |                         |                    |                    |                         |                    |
| Turno             | Data               | Avversario              | Risultato          | Record             | Stadio                  | NFL.com recap      |
| 1                 | 13/9               | Carolina Panthers       | S 9–20             | 0–1                | EverBank Field          | Recap              |
| 2                 | 20/9               | Miami Dolphins          | V 23–20            | 1–1                | EverBank Field          | Recap              |
| 3                 | 27/9               | at New England Patriots | S 17–51            | 1–2                | Gillette Stadium        | Recap              |
| 4                 | 4/10               | at Indianapolis Colts   | S 13–16 (DTS)      | 1–3                | Lucas Oil Stadium       | Recap              |
| 5                 | 11/10              | at Tampa Bay Buccaneers | S 31–38            | 1–4                | Raymond James Stadium   | Recap              |
| 6                 | 18/10              | Houston Texans          | S 20–31            | 1–5                | EverBank Field          | Recap              |
| 7                 | 25/10              | Buffalo Bills           | V 34–31            | 2–5                | Wembley Stadium         | Recap              |
| 8                 | Settimana di pausa | Settimana di pausa      | Settimana di pausa | Settimana di pausa | Settimana di pausa      | Settimana di pausa |
| 9                 | 8/11               | at New York Jets        | S 23–28            | 2–6                | MetLife Stadium         | Recap              |
| 10                | 15/11              | at Baltimore Ravens     | V 22–20            | 3–6                | M&T Bank Stadium        | Recap              |
| 11                | 19/11              | Tennessee Titans        | V 19–13            | 4–6                | EverBank Field          | Recap              |
| 12                | 29/11              | San Diego Chargers      | S 25–31            | 4–7                | EverBank Field          | Recap              |
| 13                | 6/12               | at Tennessee Titans     | S 39–42            | 4–8                | Nissan Stadium          | Recap              |
| 14                | 13/12              | Indianapolis Colts      | V 51–16            | 5–8                | EverBank Field          | Recap              |
| 15                | 20/12              | Atlanta Falcons         | S 17–23            | 5–9                | EverBank Field          | Recap              |
| 16                | 27/12              | at New Orleans Saints   | S 27–38            | 5–10               | Mercedes-Benz Superdome | Recap              |
| 17                | 3/1                | at Houston Texans       | S 6–30             | 5–11               | NRG Stadium             | Recap              |

Note
- Gli avversari della propria division sono in grassetto.

## Classifiche

### Division
| AFC South            | AFC South | AFC South | AFC South | AFC South | AFC South | AFC South | AFC South | AFC South | AFC South |
|                      | V         | S         | P         | %         | DIV       | CONF      | PF        | PS        | Str.      |
| -------------------- | --------- | --------- | --------- | --------- | --------- | --------- | --------- | --------- | --------- |
| (4) Houston Texans   | 9         | 7         | 0         | .563      | 5–1       | 7–5       | 339       | 313       | V3        |
| Indianapolis Colts   | 8         | 8         | 0         | .500      | 4–2       | 6–6       | 333       | 408       | V2        |
| Jacksonville Jaguars | 5         | 11        | 0         | .313      | 2–4       | 5–7       | 376       | 448       | S3        |
| Tennessee Titans     | 3         | 13        | 0         | .188      | 1–5       | 1–11      | 299       | 423       | S4        |